# Tobias Gottfried Hegelmaier

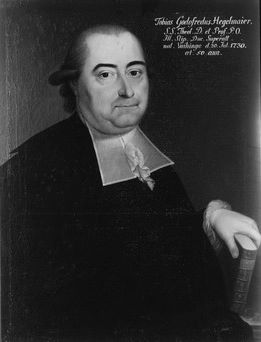
Tobias Gottfried Hegelmaier in der Tübinger Professorengalerie (1780)

Tobias Gottfried Hegelmaier (* 30. Juli 1730 in Vaihingen an der Enz; † 13. April 1786 in Tübingen) war ein deutscher evangelischer Theologe und Superintendent des Tübinger Stiftes sowie Professor und Prorektor an der Universität Tübingen.

## Leben
Tobias Gottfried Hegelmaier am 31. Oktober 1749 an der Tübinger Universität immatrikuliert, erlangte am 26. November 1749 den Bakkalaureusgrad und wurde daraufhin Stipendiat am Tübinger Stift. Am 18. Oktober 1752 wurde er zum Magister graduiert. Er absolvierte darauf ein Studium der Theologie. 1755 bestand er das Theologische Examen. Er war Informator bei Oberamtmann Harpprecht in Tübingen sowie 1756 Sousgouverneur und Informator bei Prinz Johann Carl Ludwig Pfalzgraf bei Rhein. Ab 1758 war er zugleich Repetent in Tübingen. 1761 war er Klosterprofessor in Bebenhausen. 1777 wurde er außerordentlicher Professor für Theologie in Tübingen (4. Lehrstuhl). Er wurde zum Dr. theol. promoviert. 1780 wurde er ordentlicher Professor für Theologie (3. Lehrstuhl). 1784/85 war er Prorektor der Universität Tübingen. Sein Porträt hängt in der Tübinger Professorengalerie.
Hegelmaier heiratete am 15. September 1761 in Denkendorf die Maria Dorothea Steinweeg (1743–1820), die Tochter von Georg Friedrich Steinweeg.

## Werke (Auswahl)
- Bestättigte Beweisskraft der von Christo und den Aposteln angeführten Schriftstellen des alten Testaments. Reiß, Tübingen 1774.

- Die Zeichen dieser Zeit nach ihren Aussichten für die Religion. Hamburg 1774.

- Ich bin ein Christ. Selbstgespräche von dem Verfasser der Zeichen dieser Zeit nach ihren Aussichten für die Religion. Mezler, Frankfurt/M. 1775/1776.

- Grundlage zu akademischen Übungen in der geistlichen Beredsamkeit. Tübingen 1781.

- Die Freymüthige Betrachtungen über das Christenthum. Heerbrandt, Tübingen 1781/1782.

- Geschichte des Bibelverbots. Stettinische Handlung, Ulm/Stettin 1783.